# Magnetski otpor
Magnetski otpor ili reluktancija (oznaka Rm) je fizikalna veličina koja opisuje otpor prostora promjenama magnetskoga polja. Magnetski otpor je količnik magnetskoga napona Um i magnetskoga toka Фm: 
{\displaystyle R_{m}={\frac {U_{m}}{\Phi _{m}}}}
Magnetski otpor šipke, žice, jezgre od feromagnetičnog materijala ploštine poprečnog presjeka S i duljine l određenje izrazom: 
{\displaystyle R_{m}={\frac {l}{\mu \cdot S}}}
gdje je: μ - magnetska permeabilnost materijala. Mjerna je jedinica magnetskog otpora recipročni henri (H−1).

## Magnetska vodljivost
Magnetska vodljivost (oznaka Λ) šipke ili žice, ploštine poprječnoga presjeka S i duljine l, dana je izrazom: 
{\displaystyle \Lambda =\mu \cdot {\frac {S}{l}}}
gdje je: μ - magnetska permeabilnost; recipročna je vrijednost reluktancije (magnetskoga otpora) magnetskoga kruga; mjerna je jedinica henri (H).

## Magnetska permeabilnost
Magnetska permeabilnost je elektromagnetska osobina materijala koja pokazuje intenzitet magnetizacije tijela kada su ona izložena vanjskim magnetskom polju. Magnetska permeabilnost se označava grčkim slovom mi (μ). Pojam magnetska permeabilnost osmislio je Oliver Heaviside 1885. U jedinicama SI sustava, permeabilnost se izražava u Henrijima po metru (H/m), ili u Newtonima po Amperu na kvadrat (N/A2) ili Volt · sekunda na Amper · metar {Vs/Am}. 
Magnetska permeabilnost vakuuma ili univerzalna magnetska konstanta  (oznaka {\displaystyle \mu _{0}}) je prirodna konstanta magnetske permeabilnosti za vakuum, koja iznosi: {\displaystyle \mu _{0}}= 4π · 10–7 H/m ili {\displaystyle \mu _{0}} = 12.566370614 · 10–7 N/A². Jednaka je recipročnoj vrijednosti umnoška dielektrične permitivnosti vakuuma ε0 i kvadrata  brzine svjetlosti c u vakuumu: μ0 = 1/(ε0c2).

### Vrijednosti za neke materijale
| Materijal                                    | Susceptibilnost χm (volumetrijski SI) | Permeabilnost μ [H/m]     | Relativna permeabilnost μ/μ0 | Magnetsko polje | Frekvencija (max.) |
| -------------------------------------------- | ------------------------------------- | ------------------------- | ---------------------------- | --------------- | ------------------ |
| Metglas                                      |                                       | 1.26 · 100                | 1 000 000                    | kod 0.5 T       | 100 kHz            |
| Željezo (99.95% čisto Fe normalizirano u H)  |                                       | 2.5 · 10-1                | 200 000                      |                 |                    |
| Nanoperm                                     |                                       | 1.0 · 10-1                | 80 000                       | kod 0.5 T       | 10 kHz             |
| Mu-metal                                     |                                       | 2.5 · 10-2                | 20 000                       | kod 0.002 T     |                    |
| Mu-metal                                     |                                       | 6.3 · 10-2                | 50 000                       |                 |                    |
| Kobalt-željezo (trake visoke permeabilnosti) |                                       | 2.3 · 10-2                | 18 000                       |                 |                    |
| Permalloy                                    | 8 000                                 | 1.0 · 10-2                | 8 000                        | kod 0.002 T     |                    |
| Željezo (99.8% čisto)                        |                                       | 6.3 · 10-3                | 5 000                        |                 |                    |
| Električarski čelik                          |                                       | 5.0 · 10-3                | 4 000                        | kod 0.002 T     |                    |
| Feritični nehrđajući čelik (normaliziran)    |                                       | 1.26 · 10-3 - 2.26 · 10-3 | 1 000 – 1 800                |                 |                    |
| Martenzitni nehrđajući čelik (normaliziran)  |                                       | 9.42 · 10-4 - 1.19 · 10-3 | 750 – 950                    |                 |                    |
| Ferit (manganski cink)                       |                                       | > 8.0 · 10-4              | 640 (ili više)               |                 | 100 kHz ~ 1 MHz    |
| Ferit (niklov cink)                          |                                       | 2.0 · 10-5 - 8.0 · 10-4   | 16 – 640                     |                 | 100 kHz ~ 1 MHz    |
| Ugljični čelik                               |                                       | 1.26 · 10-4               | 100                          | kod 0.002 T     |                    |
| Nikal                                        |                                       | 1.26 · 10-4 - 7.54 · 10-4 | 100 – 600                    | kod 0.002 T     |                    |
| Martenzitni nehrđajući čelik (kaljen)        |                                       | 5.0 · 10-5 - 1.2 · 10-4   | 40 – 95                      |                 |                    |
| Austenitni nehrđajući čelik                  |                                       | 1.26 · 10-6 - 8.8 · 10-6  | 1.003–7                      |                 |                    |
| Neodimijev magnet                            |                                       | 1.32 · 10-6               | 1.05                         |                 |                    |
| Platina                                      |                                       | 1.25697 · 10-6            | 1.000265                     |                 |                    |
| Aluminij                                     | 2.22 · 10-5                           | 1.256665 · 10-6           | 1.000022                     |                 |                    |
| Drvo                                         |                                       | 1.25663760 · 10-6         | 1.00000043                   |                 |                    |
| Zrak                                         |                                       | 1.25663753 · 10-6         | 1.00000037                   |                 |                    |
| Beton (suhi)                                 |                                       |                           | 1                            |                 |                    |
| Vakuum                                       | 0                                     | 4π × 10−7 (μ0)            | 1 (točno, po definiciji)     |                 |                    |
| Vodik                                        | -2.2 · 10-9                           | 1.2566371 · 10-6          | 1.0000000                    |                 |                    |
| Teflon                                       |                                       | 1.2567 · 10-6             | 1.0000                       |                 |                    |
| Safir                                        | -2.1 · 10-7                           | 1.2566368 · 10-6          | 0.99999976                   |                 |                    |
| Bakar                                        | -6.4 · 10-6 ili -9.2 · 10-6           | 1.256629 · 10-6           | 0.999994                     |                 |                    |
| Voda                                         | -8.0 · 10-6                           | 1.256627 · 10-6           | 0.999992                     |                 |                    |
| Bizmut                                       | -1.66 · 10-4                          | 1.25643 · 10-6            | 0.999834                     |                 |                    |
| Supravodič                                   | −1                                    | 0                         | 0                            |                 |                    |